# Ladungspumpe
Als Ladungspumpe, englisch Charge Pump, werden mehrere unterschiedliche elektrische Schaltungen zusammengefasst, welche elektrische Spannungen im Wert vergrößern oder verkleinern und Gleichspannungen in der Polarität umkehren. Die Ausgangsspannung einer Ladungspumpe ist immer eine Gleichspannung. Sofern auch die Eingangsspannung eine Gleichspannung ist, zählt die Ladungspumpe zu den Gleichspannungswandlern. Ladungspumpen kommen als wesentliches Merkmal ohne magnetische Bauelemente wie Spulen oder Transformatoren aus.
Ladungspumpen transportieren die elektrische Ladung mit Hilfe von elektrischen Kondensatoren und durch periodische Umschaltung mit Schaltern, womit unterschiedlich hohe elektrische Ausgangsspannungen erzeugt werden können. Die Verfahren sind ähnlich, wie wenn Wasser mit Eimern von einem niedrigen Ort zu einem höheren Ort befördert und dort mit höherer potentieller Energie gesammelt wird.
Ladungspumpen kommen dort als Spannungswandler zum Einsatz, wo keine großen Ausgangströme erforderlich sind oder wo keine geeigneten magnetischen Bauelemente wie Spulen eingesetzt werden können.

## Speisung

### Wechselspannung
Werden Ladungspumpen mit Wechselspannung gespeist, so werden sie auch zu den Gleichrichtern mit Spannungsverdopplung wie die Greinacher-Schaltung gezählt. Werden die Schaltelemente – üblicherweise Dioden, die durch Potentialunterschiede schalten – mehrfach kaskadiert, können sehr hohe Gleichspannungen erzeugt werden und die Schaltung wird als Hochspannungskaskade bezeichnet. Anwendungen liegen im Bereich von Röhrenfernsehern/ -monitoren,  Laserdruckern zur Hochspannungserzeugung für die Aufbringung des Toners auf das Papier, in Hochspannungslabors oder als Teil von Teilchenbeschleunigern wie dem Cockcroft-Walton-Beschleuniger.

### Gleichspannung
Die Ladungspumpe als Gleichspannungswandler (englisch DC-DC Converter) wird mit Gleichspannung gespeist und erzeugt je nach Schaltungstyp entweder eine höhere Gleichspannung als die Eingangsspannung mit gleicher Polarität oder eine negative Ausgangsspannung. Zum periodischen Umschalten der Schalter benötigten diese Ladungspumpen einen Oszillator oder einen extern zugeführten periodischen Umschaltimpuls.
Als Schalter werden Kombinationen von aktiv gesteuerten Transistoren – üblich sind Metall-Oxid-Halbleiter-Feldeffekttransistoren – und Dioden als potentialgesteuerten Schaltern eingesetzt. Bei kleinen Leistungen lassen sich diese Bauelemente gemeinsam mit den Kondensatoren direkt in den integrierten Schaltungen unterbringen. Die Schaltfrequenzen liegen zwischen 100 kHz und einigen Megahertz.
Im Folgenden werden beispielhafte Schaltungen von Ladungspumpen mit Gleichspannungsspeisung für positive oder negative Ausgangsspannungen beschrieben.

## Positive Ausgangsspannungen

### Spannungsverdopplung

Ladungspumpe zur Spannungsverdopplung

In nebenstehender Schaltskizze ist eine Ladungspumpe zur Gleichspannungsverdopplung dargestellt. Die links zugeführte Gleichspannung Ue wird in eine positive Gleichspannung Ua mit dem Wert
{\displaystyle U_{a}=2\cdot U_{e}-2\cdot U_{D}}
umgewandelt. Die Spannung UD ist die Flussspannung einer Diode und beträgt bei Silizium-Dioden ca. 0,7 V. Der schematisch eingezeichnete Schalter S ist in Wirklichkeit eine Gegentaktendstufe (CMOS-Inverter); er wird mit einer bestimmten, von einem Oszillator gelieferten Schaltfrequenz periodisch zwischen den beiden Schaltzuständen umgeschaltet.
Im ersten Zustand befindet sich der Schalter S in der eingezeichneten Position und lädt den Pumpkondensator C1 über die Diode D1 auf die Eingangsspannung UE auf. Wegen des Spannungsabfalls über der Diode (Flussspannung) wird der Pumpkondensator auf etwas weniger als die volle Eingangsspannung aufgeladen. Danach wird der Schalter nach oben geschaltet. Dann liegen die Eingangsspannung und die Spannung an C1 in Reihe, womit D1 in Sperrrichtung liegt und D2 leitend wird. Dadurch wird Ausgangskondensator C2 auf etwas weniger als 2·UE aufgeladen. Danach wiederholt sich der Zyklus.
Der Schalter S wird durch Transistoren realisiert und verkörpert einen Wechselrichter, zu weiteren Schaltungstopologien siehe daher auch unter Spannungsverdoppler.

### Spannungsvervielfachung

Ladungspumpe in Kaskadenschaltung

Obige Schaltung kann durch eine Kaskadierung auch dazu verwendet werden, höhere als die doppelte Eingangsspannung zu liefern, wie in nebenstehender Abbildung dargestellt. Die Ausgangsspannung beträgt bei dieser Schaltung:
{\displaystyle U_{a}=3\cdot U_{e}-4\cdot U_{D}}
Die Funktion des linken Teils der Schaltung – also bis zum Knotenpunkt an C2 und D2 – ist identisch zur Schaltung für die einfache Spannungsverdopplung. Der zusätzlich eingefügte Pumpkondensator C3 wird über D3 auf ca. die doppelte Eingangsspannung aufgeladen und im nächsten Zyklus addiert sich die Eingangsspannung Ue zu der Spannung an C3 zu ca. der dreifachen Eingangsspannung.
Der Schalter S wird durch Transistoren realisiert und verkörpert einen Wechselrichter. Zur Schaltungstopologie siehe daher auch bei Hochspannungskaskade.

### Dickson-Ladungspumpe

Grundprinzip Dickson-Ladungspumpe

Eine geringfügige Erweiterung der kaskadierten Ladungspumpe führt zu der als Dickson-Ladungspumpe bezeichneten Schaltung, deren Schaltprinzip insbesondere im Bereich von integrierten Schaltungen eine Rolle spielt. Dabei werden statt eines Umschalters S bzw. einer CMOS-Stufe zwei phasenverschobene Taktsignale, wie in nebenstehender Skizze als Φ1 und Φ2 dargestellt, verwendet.

Dickson-Ladungspumpe mit MOSFETs

Dickson-Ladungspumpe mit zusätzlichen Schalttransistoren zur Effizienzsteigerung

Die Dickson-Ladungspumpe wird vor allem im Bereich integrierter Schaltungen verwendet, die von einer geringen Batteriespannung, beispielsweise von 1 V bis 1,5 V, aus arbeiten und die für die im IC notwendigen höheren Spannungen wie 3,3 V erzeugen. Nachteilig an der Grundform ist die pro Diode abfallende Flussspannung, welche bei diesen geringen Spannungen einen Betrieb verhindert. Daher werden die Dioden durch Metall-Oxid-Halbleiter-Feldeffekttransistoren (MOSFETs) wie in zweiter Schaltung ersetzt.
Zwar ist der Spannungsabfall an den MOSFETs geringer als die Flussspannung von rund 0,7 V bei Silizium-Dioden, allerdings werden in diesem Fall die MOSFETs im linearen Bereich betrieben, was noch immer zu Spannungsverlusten von rund 0,3 V pro MOSFETs führt. Bei beispielsweise einer Dickson-Ladungspumpe mit fünf MOSFETs und einer Eingangsspannung von 1,5 V wird nur eine tatsächliche Ausgangsspannung knapp über 2 V erreicht. Durch Parallelschalten von zusätzlichen MOSFETs, die als Schalter dienen, wie in darunter stehender Abbildung dargestellt und deren Gate-Spannung von höheren Spannungszweigen aus gewonnen wird, lässt sich in diesem Fall eine Ausgangsspannung von rund 4 V erzielen. Der Spannungsabfall pro Stufe liegt in diesem Fall bei rund 0,15 V. Das ist für den Betrieb üblicher CMOS-Schaltungen im Regelfall ausreichend.
Darüber hinaus existieren noch über die Dickson-Ladungspumpe hinausgehende Erweiterungen, wie die Mandal-Sarpeshkar-Ladungspumpe welche die in diesem Fall störende Schwellenspannung der MOSFETs in der Auswirkung weiter reduziert. Die Umeda-Ladungspumpe und die Nakamoto-Ladungspumpe vermeidet den Effekt der Schwellenspannung der MOSFETs gänzlich, benötigt aber im ersten Fall eine zusätzliche, von extern zugeführte höhere Spannung, welche nicht in allen Anwendungen zur Verfügung steht. Die Nakamoto-Ladungspumpe erzeugt sich diese höhere Hilfsspannung intern, ist aber mit einem deutlich höheren Schaltungsaufwand verbunden.

## Negative Ausgangsspannungen

### Spannungsinvertierung

Schaltung zur Spannungsinvertierung

Ladungspumpen können auch zur Spannungsinvertierung eingesetzt werden. Damit wird eine negative Gleichspannung mit einem Spannungswert unterhalb des Bezugspotentials zur symmetrischen Speisung von beispielsweise Operationsverstärkern gewonnen.
In nebenstehender Schaltskizze befindet sich der Schalter S zunächst in der eingezeichneten Grundstellung und lädt den Pumpkondensator C1 über die Diode D1 auf die Eingangsspannung auf. Danach wird die positive Seite von C1 durch Umschalten von S auf Bezugspotential (Masse) geschaltet, womit die andere Kondensatorplatte eine gegenüber Masse negative Spannung annimmt. Dadurch sperrt D1 während der Ausgangskondensator C2 über D2 auf die negative Ausgangsspannung aufgeladen wird. Die Ausgangsspannung beträgt in diesem Fall:
{\displaystyle U_{a}=-U_{e}+2\cdot U_{D}}
Eine seit Mitte der 1980er Jahre angebotene, somit als klassisch zu bezeichnende integrierte Ladungspumpe für die Erzeugung von −5 V aus +5 V ist der integrierte Schaltkreis *7660, als ICL7660 von Intersil eingeführt. Hier werden Schalter und Dioden durch Transistoren gebildet, ein intern erzeugter Takt von 10 kHz steuert alle aktiven Bauteile. Da die Kondensatoren nicht integrierbar sind, müssen sie extern angeschlossen werden. Während C2 oft ohnehin in der Schaltung vorhanden ist, betrifft das insbesondere C1, der eine übliche Größe 10 µF hat. Manche Hersteller bieten 7660 mit bis 12 V erweitertem Betriebsspannungsbereich, die dann dementsprechend auch −12 V erzeugen können.

### Invertierte Spannungsvervielfachung

Negative Spannungsvervielfachung mit Kaskade

Wie bei positiver Spannungsvervielfachung kann auch die Schaltung zur invertierten Spannungsvervielfachung kaskadiert werden, um so betragsmäßig höhere Ausgangsspannungen als die Eingangsspannung zu erhalten. Die Schaltung ist dabei wieder im linken Teil identisch zum einfachen Inverter und wird durch einen zusätzlichen Pumpkondensator C2 ergänzt. Die Ausgangsspannung beträgt in diesem Fall:
{\displaystyle U_{a}=-2\cdot U_{e}+4\cdot U_{D}}
Um die Verluste zufolge der Flussspannungen UD der Dioden zu vermeiden, werden in integrierten Schaltungen typischerweise alle Schalter in Form von gesteuerten Feldeffekttransistoren mit möglichst kleinen RDS(on) ausgeführt. Um die Umladeverluste in den Kondensatoren möglichst klein zu halten, werden die Kapazitäten möglichst groß, bei Bedarf bei integrierten Schaltungen in Form von externen Kondensatoren, und die Schaltfrequenzen möglichst hoch gewählt.

## Anwendungsbeispiele

### RS232-Pegelwandlung
Zur Kommunikation über eine serielle Schnittstelle nach EIA-232 (RS232) sind Signalpegel von ±12 V erforderlich. Viele digitale Schaltungen arbeiten aber mit einer Versorgungsspannung von 5 V oder weniger. Um auf eine zusätzliche Spannungsquelle von ±12 V verzichten zu können, werden Ladungspumpen zur Spannungsvervielfachung und zur Spannungsinvertierung im Schnittstellenbaustein eingesetzt. Dabei werden aus den 5 V Betriebsspannung zunächst durch Verdoppeln 10 V gewonnen und nachfolgend durch Spannungsinvertierung die −10 V erzeugt. Die erzeugten Spannungen von ±10 V liegen innerhalb des Toleranzfeldes der RS232 und sind daher ausreichend.
Solche Pegelwandler-ICs enthalten in der Regel alle Komponenten der Ladungspumpe mit Ausnahme der Kondensatoren, die in der erforderlichen Kapazität nicht bei allen integrierten Schaltkreisen direkt am Substrat integriert werden können. Ein verbreiteter Schaltkreis dieser Art ist der MAX232 von Maxim Integrated Products und seine Nachfolgetypen.

### Programmierspannungserzeugung
Eine weitere Anwendung von Ladungspumpen ist die Erzeugung der für die Programmierung von Flash-Speicher notwendigen Programmierspannung im Bereich von 10 V bis 15 V. Zum Beschreiben der Floating Gates der einzelnen Speicherzellen werden höhere Spannungen benötigt als die üblicherweise von außen dem Speicherchip zugeführten 3,3 V. Diese höhere Programmierspannung wird dabei direkt auf dem Speicherchip in Form einer kleinen Ladungspumpe mit integrierten Kondensatoren erzeugt. Die Kapazitäten der Kondensatoren sind dabei vergleichsweise klein und bewegen sich im Bereich einiger pF – für den Schreibvorgang werden allerdings auch nur geringe Ströme benötigt. Der schaltungstechnische Vorteil besteht darin, dass die Speicherchips mit Hilfe der integrierten Ladungspumpen mit nur einer einzigen Versorgungsspannung versorgt werden können.

### Spannungserzeugung im DRAM
Synchrone dynamische Speicher wie die SDRAMs werden üblicherweise mit nur einer Versorgungsspannung betrieben, die je nach Standard bei z. B. 1,5 V für DDR3 liegt. Im SDRAM-Chip werden zur Ansteuerung des Speicherfeldes mehrere unterschiedliche Spannungen benötigt, die teilweise oberhalb der Versorgungsspannung liegen oder negativ sind. Insbesondere sind das die Spannungen für die Wortleitungen, VPP und VNWL (V ‚pumped‘ und V ‚negative word line‘). Diese Spannungen liegen in Bereichen von ca. 2,5–3,5 V für VPP und ca. −1 V bis 0 V für VNWL (je nach Prozess und Hersteller). Für beide Spannungen werden Ströme bis in den Bereich von 10–100 mA benötigt. Insbesondere für die VPP-Ladungspumpen, die aufgrund der Spannungsverhältnisse in DDR2 oder DDR3-Speichern zwei- oder dreistufig sein müssen, wird daher im Vergleich zu anderen Spannungsgeneratoren relativ viel Chipfläche benötigt.

### Treiber- und Bootstrap-Schaltungen

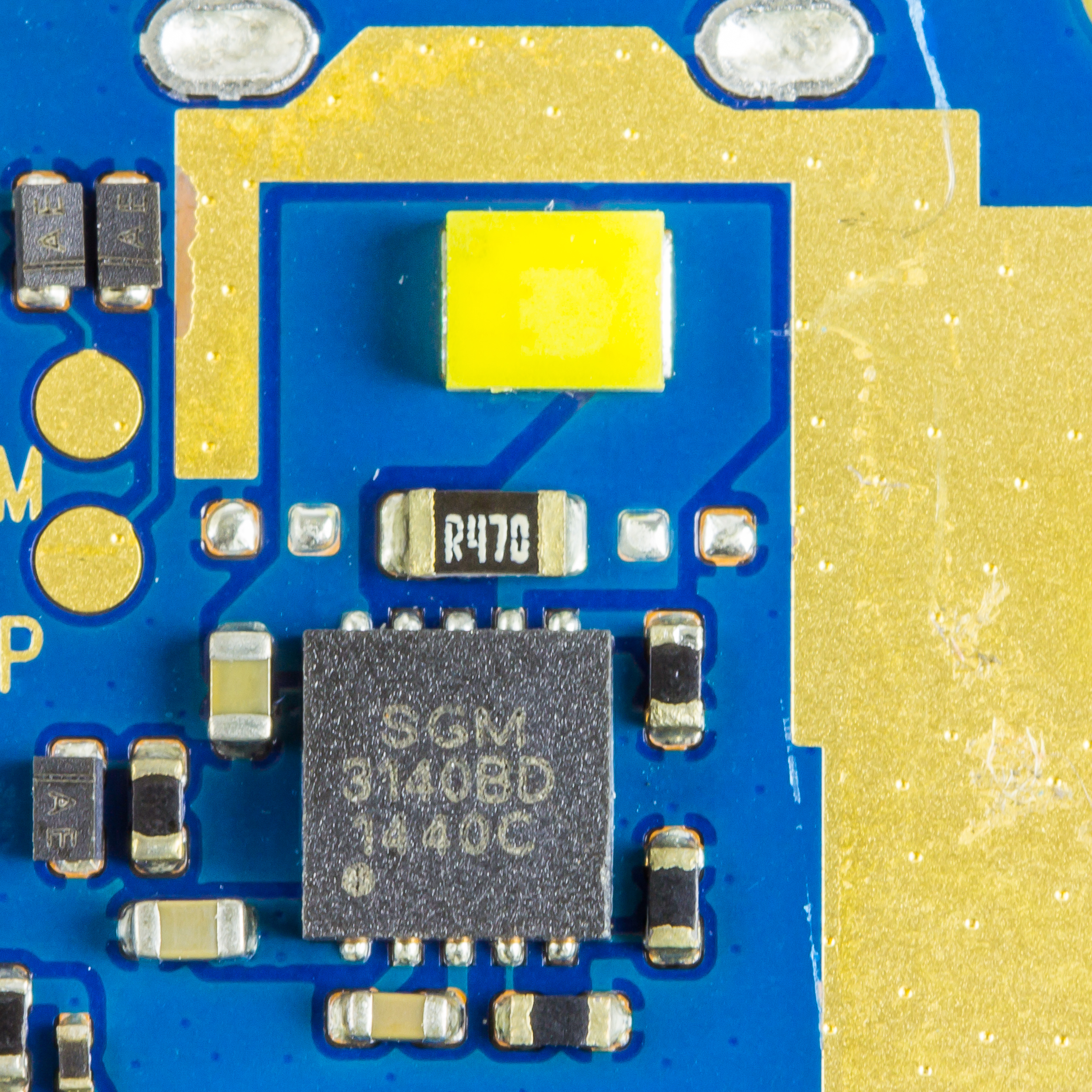
Ladungspumpen-IC (unten) für den Betrieb des LED-Blitzes eines Smartphones

Ladungspumpen sind in vielen Schaltungen enthalten, in denen höhere Spannungen als die Eingangsspannung benötigt werden oder diese Spannungen ein veränderliches Bezugspotential haben müssen, z. B. in Treiberschaltkreisen zur Ansteuerung von Leistungshalbleiter-Schaltern (Stichworte level shifter, high side switches).
Das ist z. B. dann der Fall, wenn im oberen Schaltzweig einer Brückenschaltung ein NPN- bzw. NMOS-Transistor verwendet werden soll. Oft wird die Ladungspumpe aus der ohnehin vorhandenen Ausgangswechselspannung gespeist und besteht dann nur aus einer Diode und einem Kondensator. Sie wird auch als Bootstrap-Schaltung bezeichnet bzw. der zugehörige Kondensator als Bootstrap-Kondensator.